# Raúl Landini
Raúl Landini (castellà: Raúl Athos Landini)  (Buenos Aires, 14 de juliol de 1909 - Buenos Aires, 29 de setembre de 1988) va ser un boxejador argentí que va competir entre les dècades de 1920 i 1930.
El 1928 va prendre part en els Jocs Olímpics d'Amsterdam, on guanyà la medalla de plata de la categoria del pes wèlter, en perdre la final contra Ted Morgan.
Com a professional, entre 1929 i 1940, va disputar 52 combats, amb un balanç de 41 victòries, 7 derrotes i 4 combats nuls.